# 福島光忠
福島光忠（ふくしまみつただ）は、鎌倉時代に作られたとされる日本刀（太刀）。現在は所在不明である。

## 概要

### 備前長船光忠について
鎌倉時代に備前国で活躍した刀工である備前長船光忠の作である。光忠は長船派の祖として知られており、その鍛刀技術も歴代随一であるとされている。光忠の作風には、製作年代の違いによって大きく分けて二つがあり、一つは身幅が広く切先（きっさき、刃の先端部分）は猪首切先（いくびきっさき、先幅は大きいが長さが短いこと）となっているもの、もう一つが身幅・切先ともに通常のものがあり、在銘のものは後者が多いとされる。鍛えは小板目（こいため、板材の表面のような文様が細かく詰まったもの）に杢目（もくめ、木材の木目のような文様）交じり、地沸（じにえ、平地の部分に鋼の粒子が銀砂をまいたように細かくきらきらと輝いて見えるもの）がついて乱映りがたつと言われている。刃文（はもん）は、丁子に互の目（ぐのめ、丸い碁石が連続したように規則的な丸みを帯びた刃文）が交じり、丁子の頭が切れて飛焼状になった蛙子丁子（かわずちょうじ）という光忠独特の腰のくびれた丁子を得意としている。

### 名前の由来
福島光忠という名前の由来は、安土桃山時代の武将である福島正則が所有していたためとされる。福島正則は年少の頃より豊臣秀吉に仕えており、賤ケ岳の戦いでは加藤清正らとともに勇敢に戦い「賤ケ岳の七本槍」と称された。その後も順調に戦果を挙げ、小田原征伐では韮山城を陥落させた際には、秀吉から名槍として知られる日本号を拝領するほどの成果を挙げた。その後、関ヶ原の戦いでは早くも徳川家康率いる東軍に付き、東軍の先鋒格として大いに奮戦した。戦後の論功行賞では、戦功第一として安芸・備後49万8223石を与えられた。
しかし、正則は江戸幕府開闢後も大坂城の豊臣秀頼の許を訪れるなど、豊臣家との距離の近さから家康に警戒されていた。その後、家康死去後の1619年（元和5年）には、広島城を幕府の許可なく修築したことを咎められて、正則は安芸・備後2国を没収され信濃国高井郡高井野藩4万石に改易された。その5年後、正則は当地にて不遇のうちに息を引き取ったが、正則の家臣たちが幕府の検死役である堀田正利の到着を待たずして遺体を荼毘（だび、火葬のこと）に付したことが咎められて、今度は高井野藩の領地も没収されることになった。

### 江戸時代以降の伝来
領地没収に際して、正則の孫である正利は御家存続のために正則の遺品を大御所である徳川秀忠や徳川三代将軍である家光に献上しており、本作も家光に献上された刀剣の一つであるとされる。その成果もあってか正利には3000石が与えられ旗本として存続することが出来た。一方で本作の伝来は不詳ながら、徳川八代将軍である吉宗が本阿弥家に命じて編纂させた名刀の目録である『享保名物帳』には、常陸宍戸藩主である松平頼道の所持とされている。また、伊勢貞丈の弟子である榊原長俊が、1779年（安永8年）に記した『本邦刀剣考』にも本作に関する記述が遺されている。これ以降の伝来については明らかではない。

## 作風

### 刀身
『享保名物帳』によれば、刃長（はちょう、刃部分の長さ）は2尺3寸7分（71.81センチメートル）であり、裏表に樋（ひ、刀身に掘られた一本の溝）があるとしている。